# Wagner & Apel Porzellan

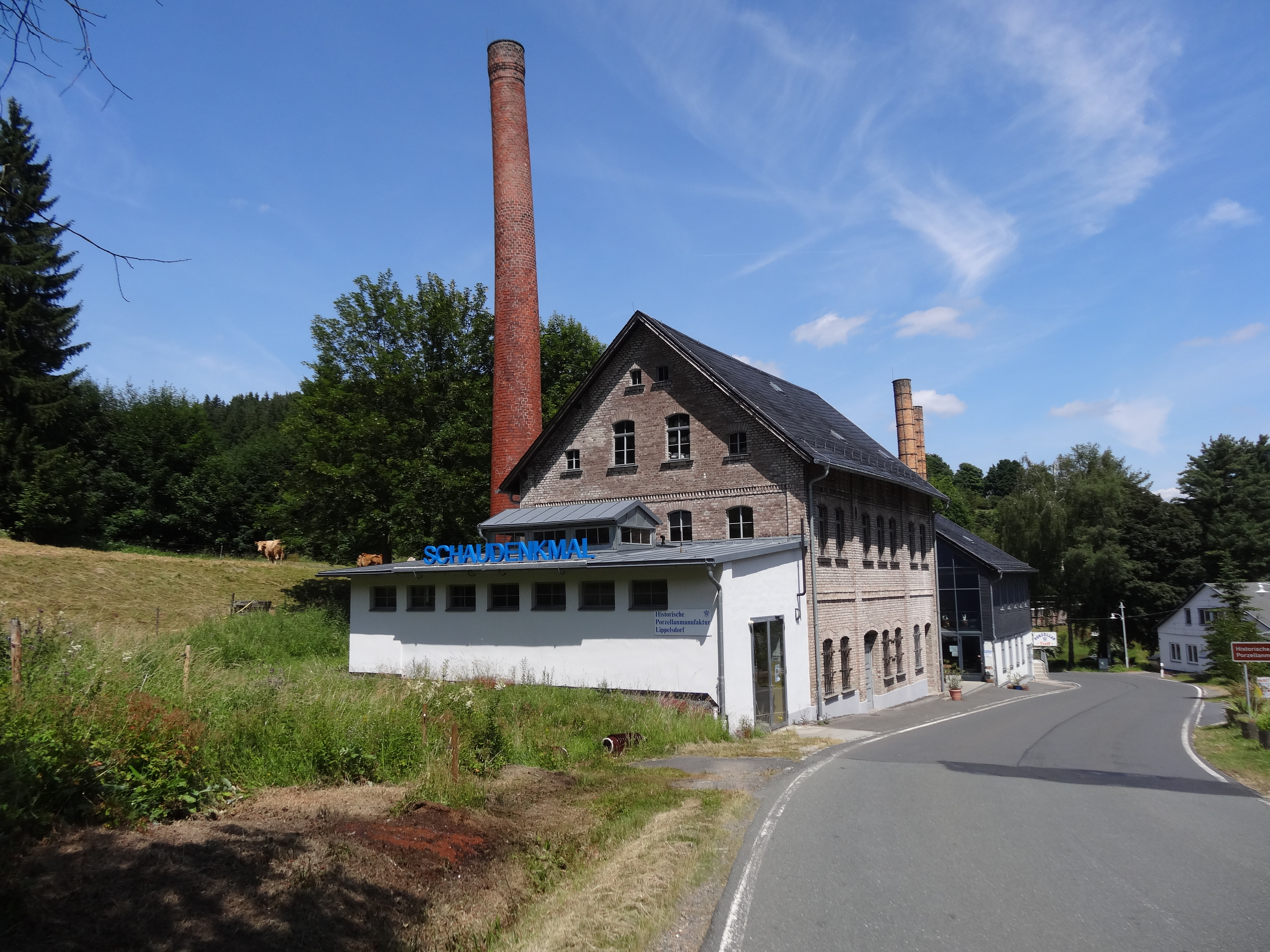
Porzellanmanufaktur, 2013

Wagner & Apel Porzellan ist ein Porzellanhersteller im kleinen Ort Lippelsdorf im Thüringer Wald. Dort wird seit 1877 Porzellan in reiner Handarbeit gefertigt. Das Produktsortiment umfasst naturgetreue Tier- und Vogelplastiken, Kinderfiguren, Weihnachts- und Geschenkartikel und Gefäße. Das Familienunternehmen wird in vierter und fünfter Generation geführt.

## Geschichte
Im Jahr 1877 wurde in Lippelsdorf eine Porzellanfabrik unter dem Namen „KUCH & Co.“ gegründet. Die Eintragung im Grundbuch lautete „Brennofen in Ortsflur errichtet“. Einer der Gründer war Bernhard Wagner. Ab 31. Mai 1901 firmierten die Besitzer Bernhard Wagner sowie Anton und Bernhard Apel unter der Bezeichnung „Wagner & Apel“. Als solches machte sich das Lippelsdorfer Porzellan weltweit einen Namen.
Während zu Beginn in der Hauptsache die Herstellung von Pfeifenköpfen, Mugs, Eierbechern, Badekindern und sonstigen kleinen Exportartikeln vorrangig war, wurde die Fabrikation ab 1901 auf Nippes, Tiere und Geschenkartikel umgestellt. Im Laufe der Jahre wurde die Kollektion von Kleingebrauchsartikeln wie Dosen, Aschenschalen, Streuern, Nadelkissen, Menagen ausgebaut.
So wurde die Fabrik von Generation zu Generation weitergeführt. Wie alle mittelständischen Betriebe der sozialistischen DDR wurde auch Wagner & Apel 1960 ein Betrieb mit staatlicher Beteiligung. Im Jahr 1972 wurde der Betrieb vollständig enteignet und firmierte nunmehr als „VEB Porzellanfiguren Lippelsdorf“. Vier Jahre später wurden alle Porzellanfabriken im Umkreis zusammengeschlossen zum „VEB Vereinigte Zierporzellanwerke Lichte“. Lippelsdorf wurde produzierende Abteilung des Betriebsteiles Gräfenthal. Damit verlor die Firma jegliche Selbstständigkeit und Entscheidungsbefugnis. Nach der politischen Wende beantragten die Nachkommen des Bernhard Wagner, Ingeborg Seibert und Helga Koch, die Reprivatisierung der Fabrik, die dann am 1. Juli 1990 wieder in Privatbesitz überging. Gesellschafter der GmbH sind nunmehr Ingeborg Seibert und Helga Koch sowie Hans-Heinrich Seibert als Geschäftsführer.

## Historische Porzellanmanufaktur
Mit Unterstützung des Landesamtes für Denkmalpflege wurden bis zum Jahr 2002, dem 125-jährigen Bestehen der Firma, die Werkstätten der alten Thüringer Handwerkskunst restauriert. In der alten Fabrik befinden sich unter anderem ein mehrstöckiger Kohlerundbrandofen, eine Massemühle und eine Dampfmaschine aus dem Jahr 1937. Die alte Porzellanmanufaktur wurde zum Technischen Schauobjekt ernannt. Besuchern wird die Möglichkeit der Besichtigung der traditionellen Produktionsstätten geboten. Im Jahr 2005 wurde der Familie Seibert in Anerkennung ihrer Leistungen der Thüringische Denkmalschutzpreis verliehen.